# Thuyết phiếm thần
Thuyết phiếm thần, hay phiếm thần luận, vạn hữu thần luận là quan niệm rằng tất cả mọi thứ đều thuộc về một Thượng đế trừu tượng nội tại bao trùm tất cả; hoặc rằng Vũ trụ, hay thiên nhiên, và Thượng đế là các khái niệm tương đương. Các định nghĩa chi tiết hơn có xu hướng nhấn mạnh quan niệm rằng quy luật tự nhiên, sự tồn tại, và Vũ trụ (tổng của tất cả những gì đã, đang, và sẽ tồn tại) được đại diện trong nguyên lý thần học về một vị 'chúa trời' trừu tượng thay vì một hay vài đấng tạo hóa cá thể thuộc bất cứ dạng nào. Đây là đặc điểm quan trọng phân biệt giữa thuyết phiếm thần với thuyết vạn hữu tại thần (panentheism) và thuyết phiếm tự nhiên thần (pandeism). Từ "thuyết phiếm thần" trong các ngôn ngữ châu Âu bắt nguồn từ tiếng Hy Lạp: πάν ( 'pan' ) = tất cả, và θεός ( 'theos' ) = Thượng đế, nghĩa đen là "Thượng đế là tất cả" và "tất cả là Thượng đế".